# 热利科·波利亚克
热利科·波利亚克（1959年4月29日—），克罗地亚男子篮球运动员，场上位置是大前锋。他曾代表南斯拉夫国家队参加1981年国际篮联欧洲锦标赛，获得金牌。